# Linn Grove, Iowa
Linn Grove là một thành phố thuộc quận Buena Vista, tiểu bang Iowa, Hoa Kỳ. Năm 2010, dân số của thành phố này là 154 người.

## Dân số
Dân số qua các năm:
- Năm 2000: 211 người.
- Năm 2010: 154 người.